# قرار مجلس الأمن التابع للأمم المتحدة رقم 499
قرار مجلس الأمن التابع للأمم المتحدة رقم 499، الذي اتخذ بالإجماع في 21 ديسمبر 1981، بعد أن أشار إلى وفاة قاضي محكمة العدل الدولية عبد الله العريان، قرر المجلس أن الانتخابات للمقعد الشاغر في المحكمة سيعقد في مجلس الأمن وفي الدورة السادسة والثلاثين للجمعية العامة.